# San Roque
San Roque este un municipiu în provincia Cádiz, Andaluzia, Spania cu o populație de 23.981 locuitori.